# Clapham Junction (Malta)
Clapham Junction (česky přibližně Claphamská křižovatka) je jednou z více soustav dodnes záhadných, do tvrdé vápencové skály vyrytých stop na ostrovech Malta a Gozo; oblast, kde se nachází, se maltsky jmenuje Misrah Ghar, il-Kbir.

## Kolejnice

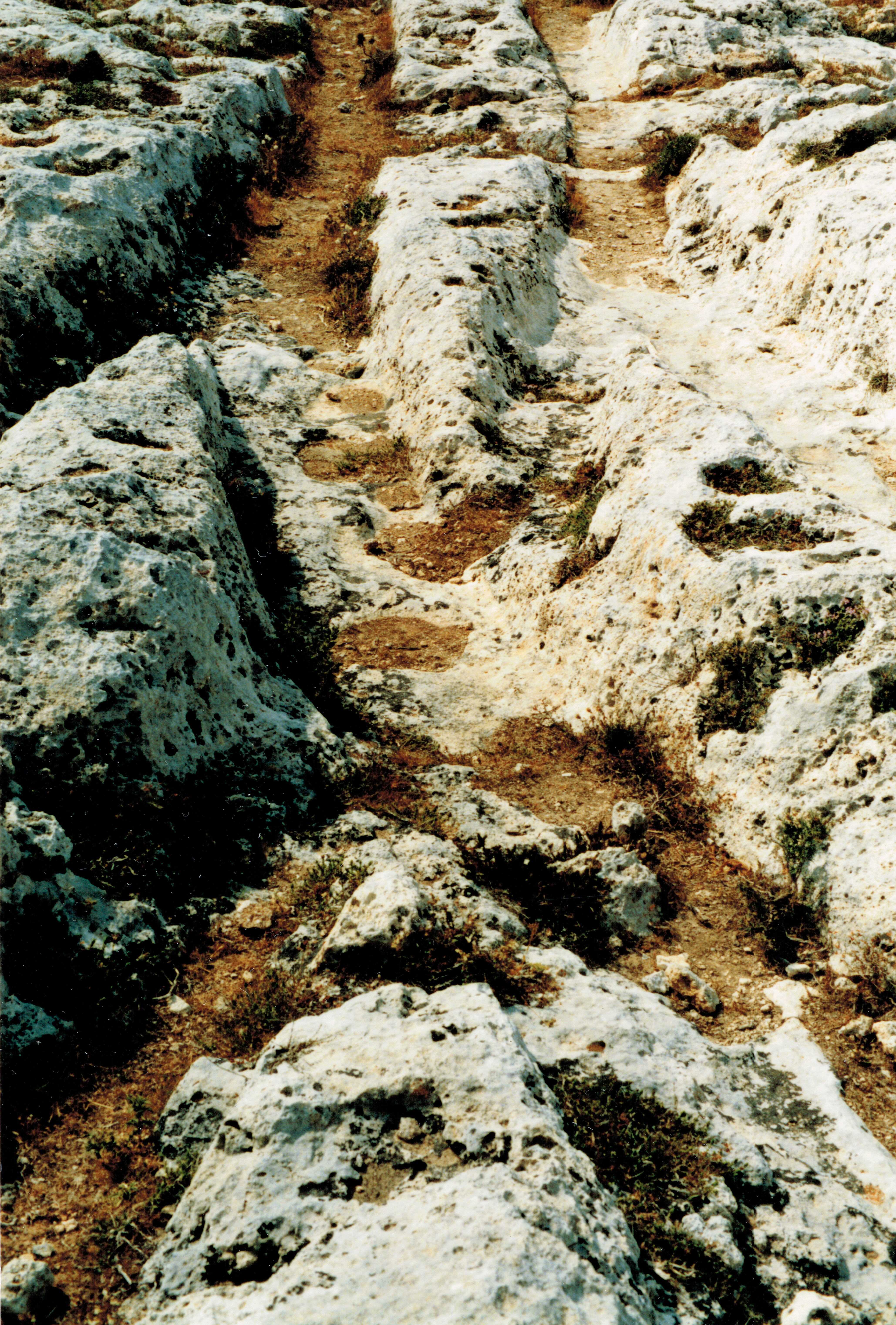
Rýhy u Clapham Junction

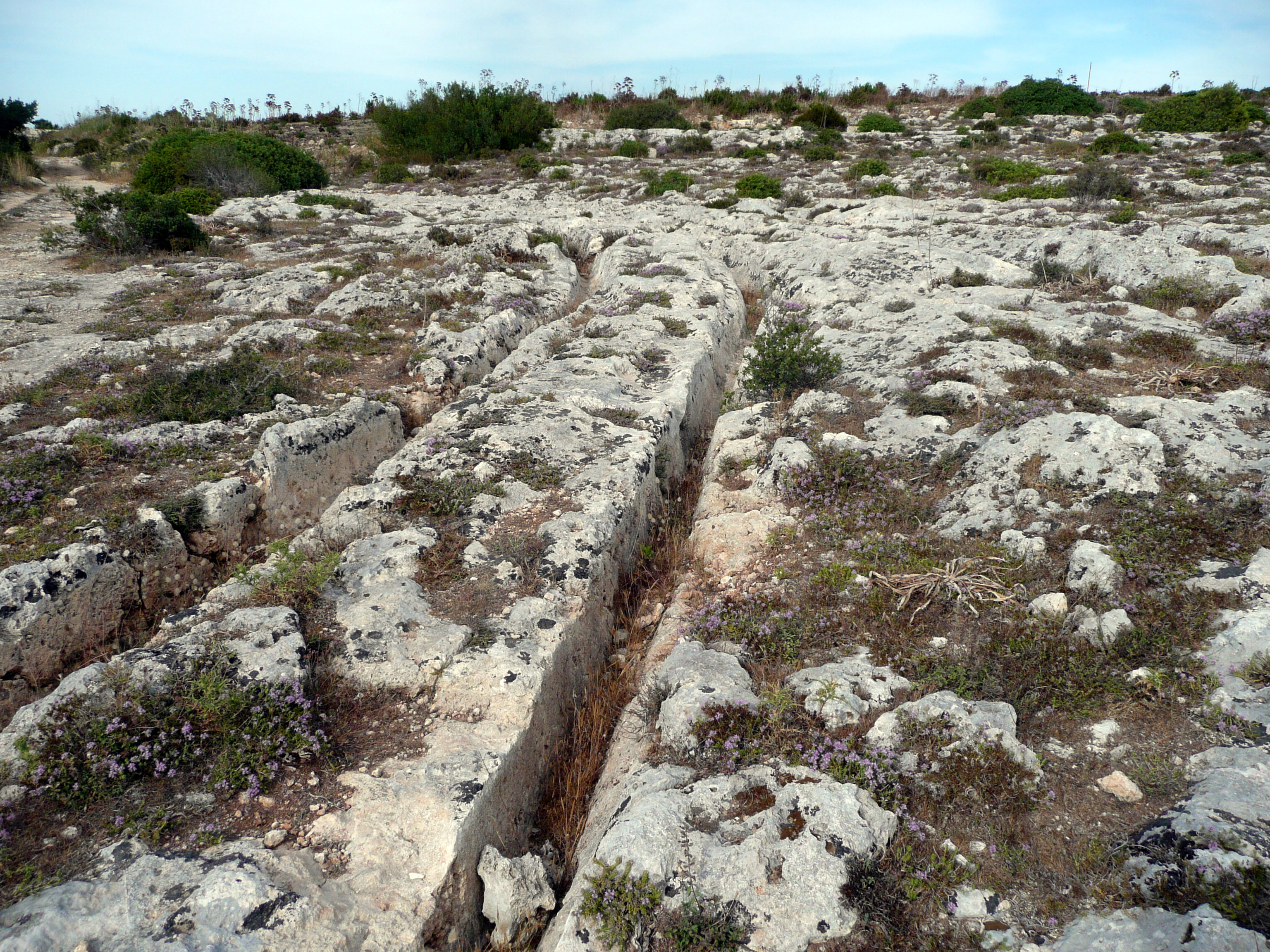
Kolejnice u Clapham Junction

Vznik těchto prehistorických stop, často nazývaných kolejnice, se nejčastěji datuje do doby bronzové (na Maltě přibližně 2000 až 1000 př. n. l.).
Tyto stopy se nacházejí na více místech obou hlavních ostrovů Malty. Největší a nejzachovalejší naleziště se nachází na místě zvaném Clapham Junction na jižním pobřeží Malty poblíže útesů Dingli Cliffs; svému názvu vděčí údajně výroku jednoho anglického návštěvníka ostrova (archeologa Davida Trumpa), kterému připomínaly spletitý systém kolejnic na velkém londýnském nádraží Clapham Junction.
Jedná se přitom o systém paralelně souběžných rýh nebo stop, vyrytých do tvrdého maltského vápence; vyryty jsou převážně do hloubky 50 centimetrů, rozchod činí 110 až 140 centimetrů i více. Rýhy se navzájem křižují nebo se spojují a rozcházejí, čímž skutečně silně připomínají systém kolejnic.

## Hypotézy o významu
O významu těchto stop a o důvodu jejich vzniku existuje více hypotéz, z nichž dodnes žádná není s konečnou platností prokázaná. Nejčastěji se hovoří o těchto možnostech:
- rýhy pocházejí od saní, na kterých bylo přepravováno různé zboží, čímž po dlouhé době došlo k vyrytí těchto stop
- jedná se o úmyslně vyryté kolejnice pro vozíky, ve kterých se též přepravovalo zboží
- jedná se o zavodňovací systém

Při uvažování nad prvními dvěma hypotézami se nejčastěji vychází z toho, že se muselo jednat o těžké zboží. Uvádějí se často kamenné kvádry na stavbu megalitických chrámů. Obě teorie dopravního systému, jakkoli pochopitelné, však narážejí na nevysvětlitelné okolnosti. K přepravě těchto těžkých kvádrů bylo třeba velké síly, která se v té době na ostrově nenacházela ani ve formě velkých stád tažného dobytka ani v počtu obyvatel a tedy pracovních sil (osídlení ostrova bylo velice řídké). Pokud by se jednalo ne o sáně ale o vozy, musely by mít kola o průměru minimálně 1,4 metru. I přeprava bloků z vápence je zpochybňována zejména tím argumentem, že kolejnice se sice nacházejí na mnoha místech, ale nikdy tam, kde se nacházejí megalitické chrámy.
Mimo to lze často najít další vysvětlení, nacházející se více či méně v oblastech, která lze dokázat ještě méně:
- jedná se o (též dopravní) systém Féničanů – kteří ovšem ostrov obydlili až kolem 7. století př. n. l.
- jiná tvrzení předpokládají, že systém byl daleko větší než dnes, údajně se kolejnice nacházejí daleko od ostrova až do hloubky 70 metrů – což by ovšem vzhledem k dnes známým výkyvům mořské hladiny znamenalo, že jsou přinejmenším 12 tisíc let staré
- na tuto hypotézu navazuje i Erich von Däniken, který tvrdí, že se jedná o přistávací a vzletové plochy mimozemšťanů[3]
- kolejnice byly přirozeně dávány[kým?] do souvislosti i s bájným kontinentem Atlantidou